# رأس الماء (المغرب)
رأس الماء (تسمى أيضا رأس كبدانة أو قابوياوا) هي مدينة مغربية تابعة لقبيلة كبدانة الريفية الأمازيغية في أقصى شمال شرق إقليم الناظور في شمال المغرب. تحد شمالا بالبحر الأبيض المتوسط ومن الغرب بجماعة البركانيين وجماعة ولاد داوود زخانين، وشرقا بواد ملوية وجماعة رأس الماء التابعة لإقليم الناظور، أما من الجنوب فتحد أيضا بجماعة اولاد داوود زخانين. مركز الجماعة هو رأس الماء. يبلغ عدد سكان الجماعة حوالي 9888 نسمة حسب إحصاء سنة 2004. منهم 5356 نسمة في الوسط القروي، و4532 نسمة في مركز رأس الماء.

## جغرافيا

### تضاريس

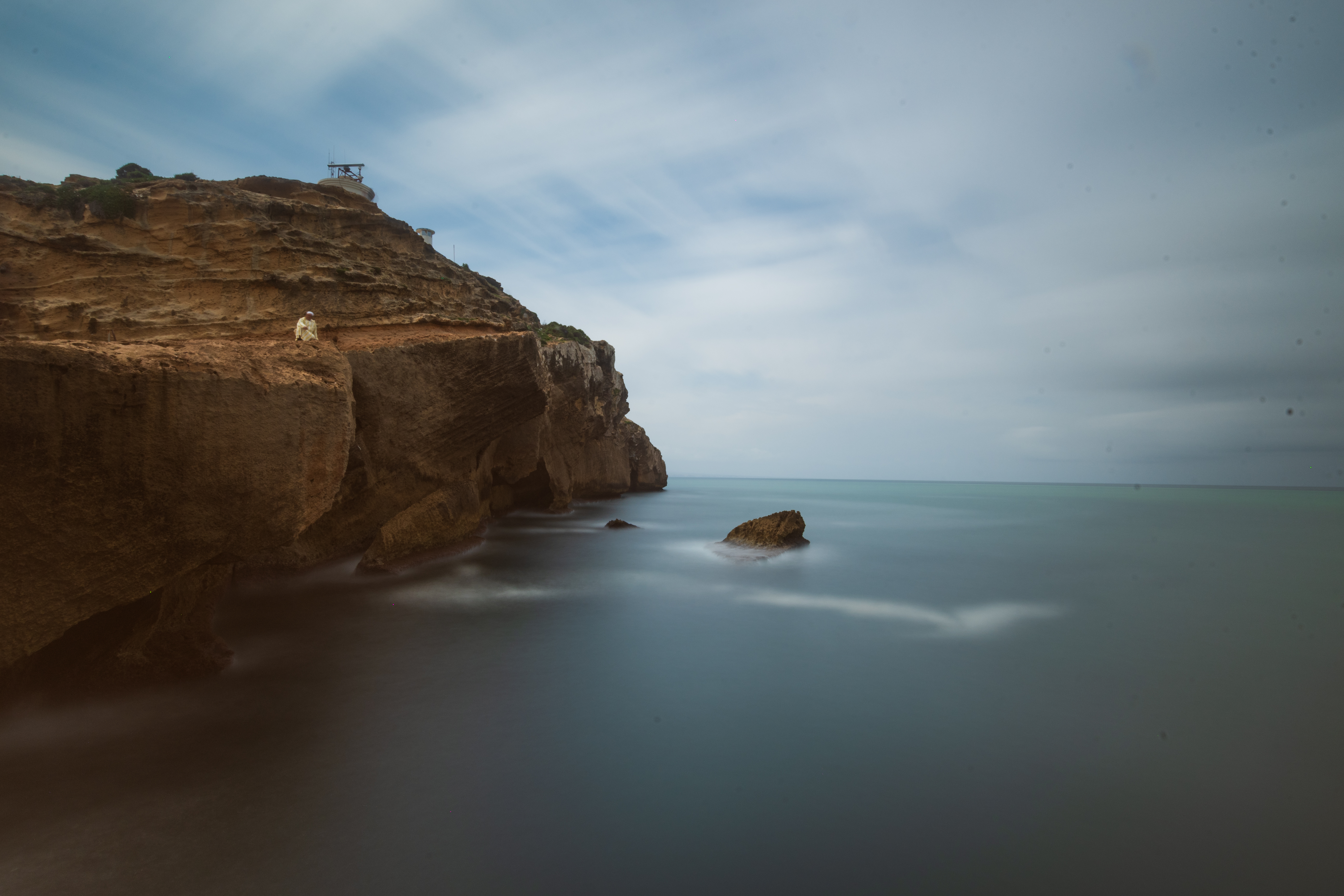
رأس الماء

من ناحية التضاريس فإن مجال القبيلة يغلب عليه طابع التلي والجبلي ذات الارتفاعات المتوسطة ويعتبر ازرو ؤ زايو أعلى قمة جبلية بالمنطقة إذ يصل ارتفاعه إلى 934 م وتطل هذه الجبال على البحر المتوسط من جهة الشمال وعلى سهل صبرا جنوبا كما تنتهي من الناحية الشمالية الشرقية بالهضبة الرملية ذات الكثافة السكانية المهمة، ثم هناك الدير الشمالي المشرف على بحيرة مارتشيكا والذي يتميز بتربته الخصبة نسبيا وبارتفاع الكثافة السكانية، حيث توجد هناك عدة جماعات قروية.

### مناخ
أما من الناحية المناخية ورغم انتماء مجال القبيلة إلى المناخ المتوسطي، فهو يغلب عليه طابع شبه جاف ويتميز بالحرارة والجفاف في فصل الصيف والبرودة وقلة التساقطات في فصل الشتاء ودلك بسبب وقوع المنطقة في ظل المطر المرتبط بالاضطرابات القادمة من المحيط، وعليه فإن التساقطات عموما تقل عن 300 مم سنويا، أي أقل من الحدود الدنيا التي تتطلبها الزراعة الجافة، وهذا ما يفسر ضعف الموارد المائية الذاتية في كافة مناطق الريف الشرقي وكثافة الغطاء النباتي الذي يقتصر على النباتات التي تتكيف مع المناخ الشبه الجاف مثل: الحلفاء، الدوم، الشيح، أزير وبعض الأشجار كالعرعار بالخصوص.عموما فإن مناخ مجال القبيلة حار وجاف وضعيف التساقطات.

### موقع
.

## تاريخ
حدود قبيلة كبدانة في بعض المصادر التاريخية القديمة.

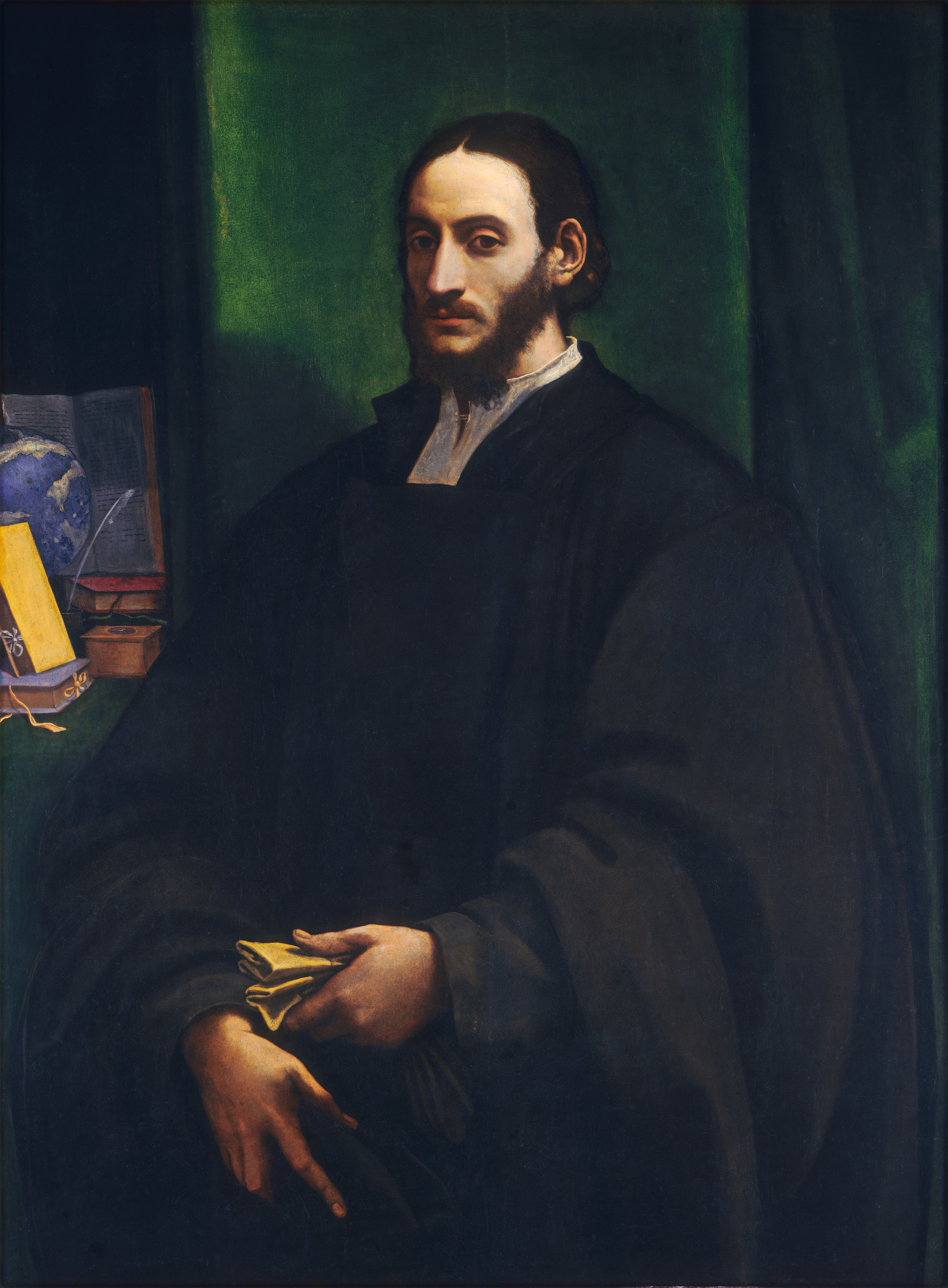
حسن الوزان

أصول كبدانة، فهي قبيلة ريفية زناتية، تعتبر بوابة قبائل الريف بالطرف الشرقي، حدودها الترابية على النحو التالي: يحدها شرقا وادي ملوية ومن ورائها قبائل يات إزناسن وشمالا ساحل البحر المتوسط وجنوبا قبيلة أولاد ستوت وغربا قبيلة قلعية.
حدود قبيلة كبدانة في بعض المصادر التاريخية القديمة.
من بين أقدم التحديدات التي وردت في الكتابات التاريخية، هي تلك التي أوردها حسن بن محمد الوزان حيث يقول :
| رأس الماء (المغرب) | يمتد هذا الجبل أي (جبل كبدانة) من غساسة قرب مليلية إلى نهر ملوية شرقا ومن البحر المتوسط إلى صحراء كرت جنوبا، | رأس الماء (المغرب) |

أما عبد العزيز بن عبد الله فيحددها بقوله
| رأس الماء (المغرب) | كبدانة قبيلة زناتية توجد داخل صحراء كرت بين قلعية وبني بويحي وهي جزء من اتحاد قبائل أنجاد | رأس الماء (المغرب) |

بينما يحددها شارل أندري جوليان اعتمادا على مصادر مختلفة بين ملوية ومليلية، أما موليراس فقد حدد من جهته حدود قبيلة كبدانة في كتابه المغرب المجهول وهو يقول..
| رأس الماء (المغرب) | تقع في أقصى الشمال الشرقي من المغرب، يحدها من الشمال البحر المتوسط ومن الغرب قلعية وبني بويحيي ومن الجنوب أولاد ستوت وبني يزناسن ومن الشرق يحدها سهل تريفة | رأس الماء (المغرب) |

وقد أشار البكري كذلك في كتابه (المغرب في ذكر بلاد إفريقية والمغرب) أن أهل كبدان كجزء من الحدود الشرقية لبلاد نكور، وهنا يتحدث عن البلدة في النصف الأول من القرن التاسع الميلادي.

### الإحتلال الإسباني
إضافة إلى الفرق التسعة التي تم ذكرها فإن جزر الجعفرية المعروفة عند أهالي بلدة كبدانة باسم "تايزيرت إشفارن" فهي جزء من الأراضي المنتمية ترابيا إلى بلدة كبدانة غير أنه قد تم سلبها واقتطاعها من أصلها الجغرافي المغربي الكبداني واللحاقها اليوم بإسبانيا التي إحتلتها سنة 1848 بيومين قبل وصول الفرنسين إليها وذلك بدعوى أنها كانت أراضي خالية ولا تخضع لأي سيطرة وسلطة غير أن الأبحاث الأركيولوجية ثبتت عكس ذلك إذ أكد مجموعة من الباحثين أن هده الجزر قد عرفت الحياة أزيد من 6500 سنة معتمدين على أبحاث ميدانية إستغرقت أيام طوال ليتوصلوا أخيرا إلى هذه النتيجة المبهرة بعدما أن إكتشفوا حفريات تعود تاريخيا إلى مجموعات بشرية سكنت قديما هناك وقد نشروا اكتشافهم هذا في مجلة الصادرة في أكتوبر 2012 العدد 12 تحت عنوان" جزر شفارينا كانت معمورة مند 6500 سنة.

## سكان
تنقسم قبيلة كبدانة إلى تسع فرق وهي على النحو التالي.
1. فرقة الزخانين وهي: ياث بوجمعة ـ ياث الناصر – ياث بو أشاون – ياث علي نعمر – إعثمانن – ياث البالي – ياث لحسن – ياث أحمد.
2. فرقة ياث الداوود وهي: ياث مسعود – ياث أحمد ؤموسى – ياث بو عبد السيد.
3. فرقة ياث الحاج وهي: إمرابضن ـ ياث يوسف ـ ياث حدو بن رحوـ ياث موسى.
4. فرقة ياث إقياضن وهي: إفجكان ـ ياث الطاهرـ تمادت.
5. فرقة إهدراوين: ياث محند ـ ياث زعاج ـ ياث الطالب ـ ياث وسادير.
6. فرقة إحضرين وهي: ياث علي بن أحمد ـ ياث حموـ ياث عزيزة ـ ياث يخلف.
7. فرقة إشرويضن وهي: ياث حمو بن حدوـ زاويث ـ تيمزوجين ـ إحدوثن ـ ياث طالب بن علي.
8. فرقة إبرشانن وهي: ياث إسماعيل ـ ياث يوسف ـ ياث تقلعشت — ياث عبد الله.
9. فرقة إبوعلاثن وهي: ياث يخلف ـ ياث أحمد ؤعلي ـ ياث أكعوش ـ ياث حمو ؤمسعودـ ياث فوطا.

## اللغة
إن اللسان الكبداني لسان أمازيغي يعرف بالزناتي أو اللغة الريفية الزناتية
كما تعرف عند عامة الناس ب – أوال أشبدان أو تشبدانت وقد ذكر عبد العزيز بن عبد الله ” قبيلة كبدانة قبيلة زناتية لسانها زناتي ونفس الشيء ذهب إليه موليراس فيما نقله قدور الورطاسي ويقول.. «قبيلة كبدانة تتحدث كلاما بربريا يسمى زناتي».
الأصل والنسب لقبيلة كبدانة.
جل الكتابات التاريخية ترجع قبيلة كبدانة من ناحية النسب إلى قبيلة زناتة الأمازيغية التي لمعت في تاريخ المغرب الوسيط، باعتبارها العصبية التي إعتمد عليها المرينيون لتكوين دولتهم في بلاد المغرب الأقصى وزناتة حسب علماء النسب فيما نقله ابن خلدون من بربر البتر، أما صنهاجة وكتامة ومصمودة فمن بربر البرانس وعليه فإن قبيلة كبدانة تعد من أعرق القبائل الأمازيغية التي سكنت المنطقة والتي تشكل بطنا من بطون زناتة.

## التقسيم الإداري
من بين القرى والدواوير المكونة لجماعة رأس الماء نجد:

مركز رأس الماء، دوار بويحياثن الذي سمي بحي الجوهرة، دوار ايديـم، دوار لقياليل ملوية، دوار أولاد أوراغ، دوارأولاد بوفصيل، أولاد حدوا لهرافيف، عدد الدوائر الانتخابية لجماعة راس الماء { 13 }
شاطئ النصف قمر
هو شاطئ يبعد بحوالي 2.3 كلم عن مركز رأس الماء  هو من الشواطئ المجاوره لرأس الماء المركز و يعد من أجمل شواطئ المنطقة